# زنان در ترکمنستان

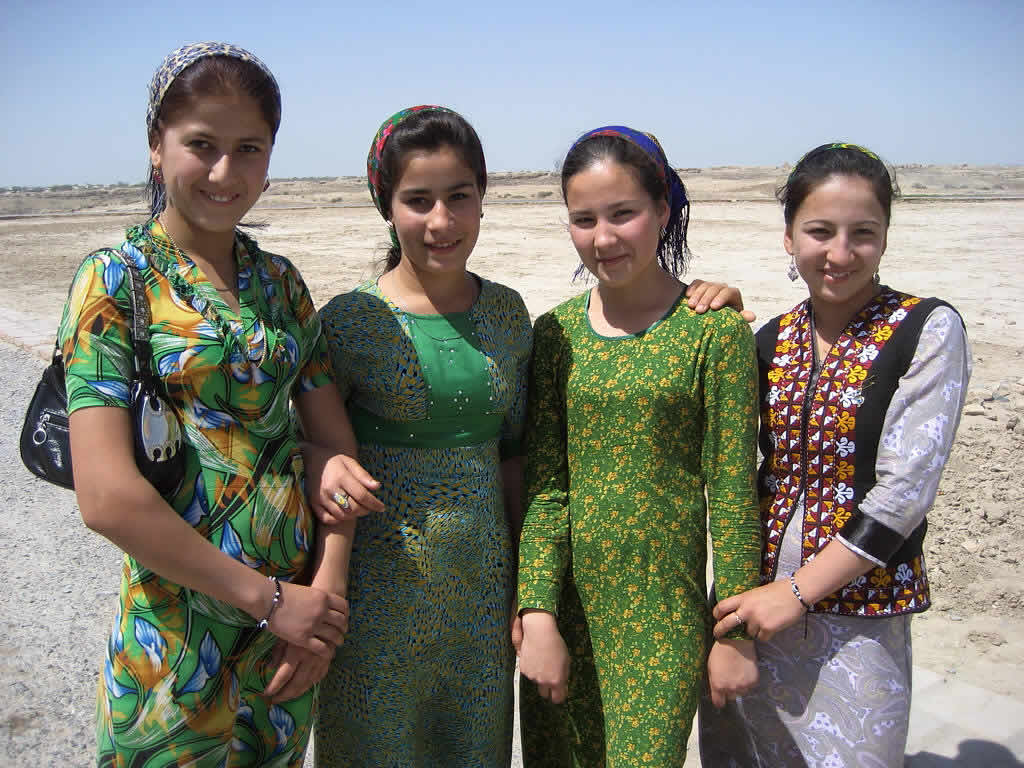
زنان ترکمنستانی

زنان در ترکمنستان نیمی از جمعیت حدود ۵۰٫۸٪ جمعیت این کشور را تشکل می‌دهند. زنان در ترکمنستان عموماً حقوق کمتری نسب به مردان دارند، و به دلیل سانسور دولتی مطالعه حقوق زنان دشوار است. طبق ماده ۱۸ قانون اساسی ترکمنستان زنان و مردان داری حقوق برابر می‌باشند، زنان در این کشور مجاز به تشکیل تشکل‌های مستقل برای خود نیستن و باید تشکل‌های آنها زیر نظر اتحادیه زنان ترکمنستان ثبت شوند. زنان ۱۶ درصد پارلمان این کشور را تشکیل می‌دهند.